# Таскер, Джо
Джозеф «Джо» Томас Таскер (англ. Joseph Thomas Tasker; 12 мая 1948, Кингстон-апон-Халл, Великобритания — 17 мая 1982, Эверест) — британский альпинист, участник нескольких высокогорных экспедиций в Гималаи и Китай, совершивший ряд первовосхождений на такие вершины как Чангабанг (по западной стене), Конгур, Канченджанга (по северному гребню). Первый англичанин, совершивший зимнее восхождение по Северной стене Эйгера. Пропал без вести вместе с Питером Бордманом во время первого восхождения по северо-восточному гребню на вершину Эвереста. Тело не найдено, обстоятельства трагедии неизвестны.

## Биография
Джо Таскер родился 12 мая 1948 года в многодетной (старший из десяти детей) религиозной семье Тома и Бетти Таскер. С 13-ти лет учился в Колледже Юшоу — католической семинарии, готовившей священнослужителей. Через семь лет обучения, поняв, что это не его призвание, он оставил учёбу, «приняв самое трудное решение в своей жизни». Тем не менее, в колледже Джо получил не только прекрасное образование, а также воспитал в себе такие свойственные для священников качества как стоицизм и приспособленность к «спартанскому» образу жизни. После завершения учёбы он работал уборщиком мусора, а позже поступил в Манчестерский университет, в котором получил степень по социологии. «Его прямолинейный характер и умение общаться с людьми из всех слоев общества преодолевали любые барьеры».
Джо увлёкся альпинизмом в 1965 году после прочтения книги Джека Олсена «Восхождение в ад», посвященной трагическим событиям, связанным с покорением Северной стены Эйгера. Свой первый восходительский опыт он получил в расположенном неподалёку от семинарии карьере, где высота стен не превышала десяти метров. Позже он начал тренироваться в Альпах, преимущественно с Диком Реншоу, с которым познакомился во время учёбы в университете. В феврале 1975 года вместе с ним они стали первыми британцами, прошедшими зимой Северную стену Эйгера, а осенью этого же года они в альпийском стиле проложили новый маршрут на Дунагири (Индия, 7 066 м, по южному контрфорсу, второе восхождение на вершину).
В 1976 году вместе с Питером Бордманом (с которым, по мнению историков, они образовали великолепную по сбалансированности связку) Таскер прошёл новый маршрут на Чангабанг (6 864 м) по 1700 метровой вертикальной западной стене, покрытой натёчным льдом (второе восхождение на вершину). Этот маршрут по трудности не уступает самым технически сложным маршрутам в Альпах, но, в отличие от них, проходит на высоте почти 7 000 метров.
В 1977 году вместе с Майком Ковингтоном (англ. Mike Covington) и Дагом Скоттом Джо предпринял попытку восхождения на Нупцзе по северному гребню, однако она не увенчалась успехом. В следующем году он был приглашён Крисом Бонингтоном в экспедицию на К2, но после трагической гибели Ника Эсткурта она была завершена, не добившись сколь-нибудь значимых успехов. В 1979-м Таскер вместе с Бордманом и Скоттом поднялся на Канченджангу (8 598 м) — третью по высоте вершину мира по непройденному ранее северному гребню. Восхождение было совершено без использования кислорода и в «альпийском стиле» (без помощи высотных носильщиков и организации промежуточных лагерей).
В 1980 году Таскер организовал собственную экспедицию на K2, но ему, Бордману и Дику Реншоу удалось достичь лишь 7 975 метров, после чего непогода вынудила их отступить. После этого он попытался совершить зимнее восхождение на Эверест (по западному гребню), но оно также закончилось неудачей. В 1981 году Таскер написал книгу «Жестокий путь на Эверест», посвященную зимней попытке восхождения 1980/81.
В начале июля 1981 года Таскер в составе альпинистской группы британской экспедиции в Китай (англ. The British Kongur Expedition) вместе с Крисом Бонингтоном, Питером Бордманом и Аланом Роузом совершил первое восхождение на вершину Конгур, а в марте 1982-го он вновь вернулся к подножию Эвереста, чтобы в составе экспедиции Криса Бонингтона осуществить восхождение на высшую точку планеты по ранее непройденному и технически очень сложному северо-восточному гребню. В середине мая Джо и Питер Бордман вышли на штурм вершины (сам Бонингтон отказался от продолжения восхождения из-за своего физического состояния, а четвёртый участник — Дик Реншоу, спустился вниз из-за проблем с сердцем). Последний раз альпинистов наблюдали в телескоп вечером 17 мая вблизи Второго жандарма — ключевого участка маршрута. Радиосвязи с ними не было, а с 18 -го мая пропал и визуальный контакт. По истечение 10 дней отсутствия Питер Бордман и Джо Таскер были признаны погибшими. Тело Бордмана было найдено в 1992-м году японско-казахстанской экспедицией в положении сидя на снежном склоне вблизи вершины Второго жандарма (со стороны Эвереста), тело Таскера пока не обнаружено. Обстоятельства трагедии неизвестны.

## После смерти
В память о Джо Таскере и Питере Бордмане Крисом Бонингтоном был учреждён благотворительный фонд The Boardman Tasker Charitable Trust, который осуществляет поддержку авторов литературных произведений, главной темой которых являются горы. Фондом ежегодно вручается специальная премия. Личный архив Таскера — письма, документы, фотографии и литературные рукописи в настоящее время хранятся в британском Фонде горного наследия (англ. Mountain Heritage Trust, также учреждённом сэром Крисом Бонингтоном). В 2017 году фонд анонсировал проведение выставки «Наследие Джо Таскера».
Незадолго перед последней экспедицией на Эверест Джо завершил свою во многом автобиографическую книгу «Естественная сцена», которая была опубликована в 1982 году уже после его смерти. Памяти Джо в 1999 году вышла книга Марии Коффи (англ. Maria Coffey) — близкой подруги альпиниста, с которым она познакомилась в 1980 году, «Хрупкая грань» (англ. Fragile Edge).

## Комментарии
1. ↑  В хронологии восхождений на Эйгер с 1252 по 2013 (Daniel Anker and Rainer Rettner) сведений о восхождении нет[1]